# Hemandradenia chevalieri
Espèce
Statut de conservation UICN

 EN B1+2c : En danger
Hemandradenia chevalieri est une espèce de plantes de la famille des Connaraceae.

## Publication originale
- Bulletin of Miscellaneous Information, Royal Gardens, Kew 1908: 288. 1908.